# Місячний проєкт МС-6Х

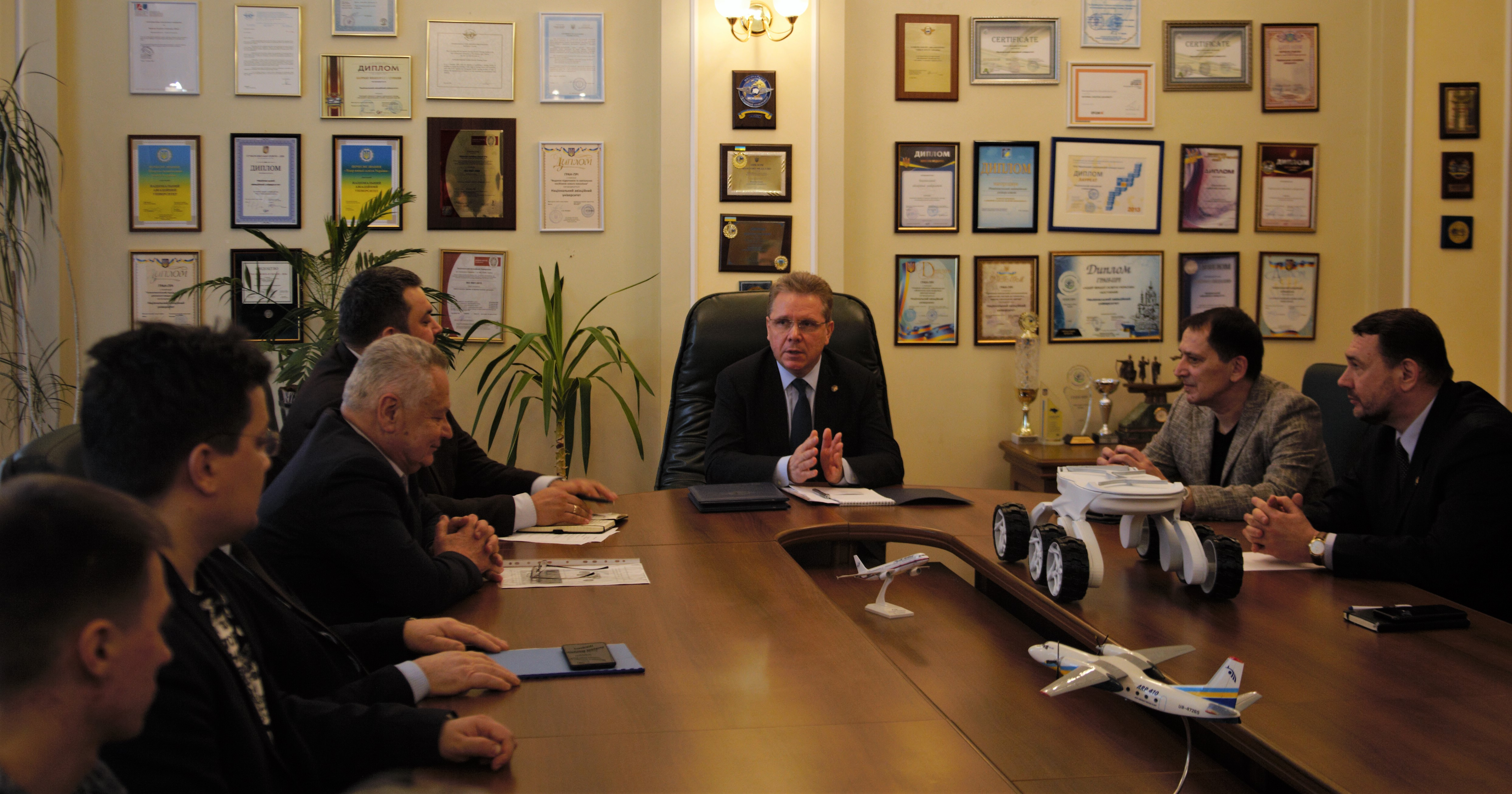

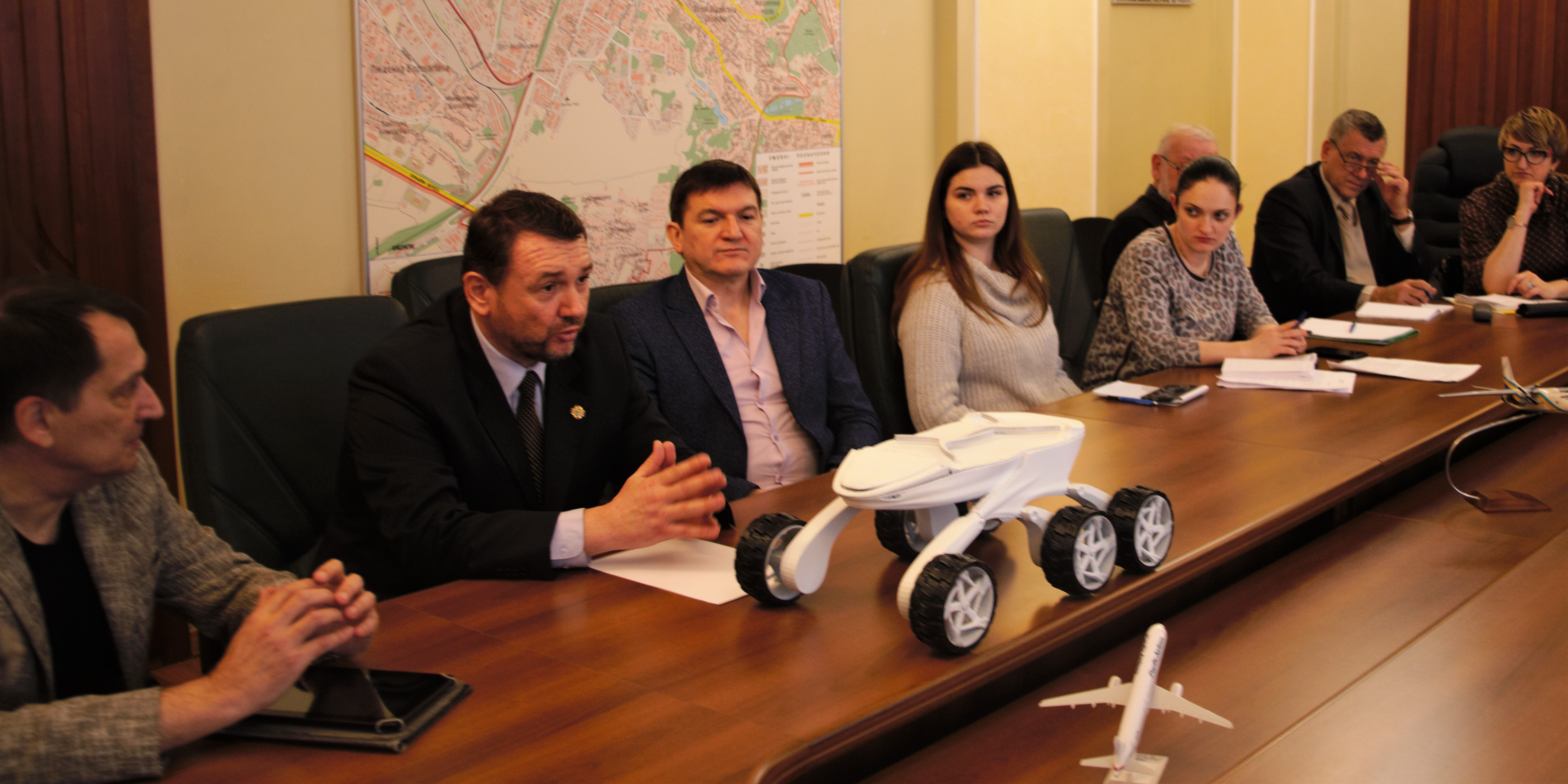

Місячний проєкт МС-6Х - науковий проєкт Міжнародної благодійної організації "Фонд підтримки розвитку науки, культури й спорту", Україна, Національного авіаційного університету й  L’initiative culturelle : le développement de science, culture et media, Франція, та «Internationaler Verein zur Förderung sozialer und kultureller Projekte», Швейцарія, по створенню прототипу планетохода МС-6Х, який призначений для роботи на поверхні Місяця.

## Опис
Місяцехід МС-6Х відноситься до малогабаритних планетоходів, таких, як Audi Lunar Quattro (Німеччина), Hakuto (Японія), які створювались у рамках програми Google Lunar X PRIZE. Місяцехід МС-6Х вироблений з пластиків та сплавів на основі легких металів. Загальна вага місяцехода – 5 кг, максимальна швидкість – 14 км/год. Шість електродвигунів живляться від сонячних батарей і літій-іонних акумуляторів.
Місяцехід МС-6Х - перший місяцехід у світі, що є обладнаним системою автоматичного перевертання на колеса при перекиданні на дах у результаті аварії та системою для очищення сонячних панелей від місячного реголіту при забрудненні.
Розміри місяцехода МС-6Х: 56.52 cm – довжина; 34.79 cm – ширина; 22.44 cm - висота.
Місяцехід МС-6Х призначений для роботи на Місяці в умовах освітлення протягом біля 14,77 земної доби денного світла і не має радіоізотопних джерел енергії.
Широкій публіці прототип Місяцехода МС-6Х був представлений 17 лютого 2020 р. в Національному Авіаційному Університеті, м. Київ, Україна. При цьому був підписаний договір між НАУ і Міжнародною благодійною організацією «Фонд підтримки розвитку науки, культури та спорту» про співпрацю та партнерство. 
Перший етап випробувань прототипу місяцехода МС-6Х був проведений в НАУ в рамках Презентації 16 липня 2020 року. Під час тестових випробувань проведено перевірку ходових якостей прототипу місяцехода МС-6Х, систем управління і передачі даних відеотрансляції в онлайн-режимі. Механізм пересування місяцехода, що рухається за допомогою крокових двигунів, дає можливість точного позиціювання кожного колеса. На борту прототипу встановлена відеокамера, яка керується мікрокомп’ютером. 

## Команда проекту
Олександр Данильчук, Засновник і керівник проєкту (Україна);
Роберт Насібулін, Директор з розвитку (Україна);
Борис Хлобистов, Проджект менеджер (Україна);
Руслан Кудайбергенов, Головний дизайнер (Казахстан);
Сергій Сєдих, Головний консультант (Фінляндія);
Стефанія Синюгіна, Фахівець зі зв'язків із громадськістю, перекладач (Україна).
Представники НАУ:
Батир Халмурадов, Професор кафедри «Цивільної та промислової безпеки»;
Бойченко Сергій, Директор Навчально-наукового інституту "Екологічної безпеки";
Бабікова Катерина, Директор Інституту новітніх технологій та лідерства;
Ісаєнко Володимир, Ректор НАУ;
Ніколаєв Кирило, Заступник декана факультету «Екологічної безпеки».
Доставлення планетохода МС-6Х на місячну поверхню та мета проєкту
Розробка місяцехода здійснюється українськими вченими та винахідниками за участю фахівців «Аерокосмічного інституту Національного авіаційного університету України». Політ можливий в якості корисного вантажу на ракеті ULA (United Launch Alliance) Vulkan Centaur і посадковому модулі американської компанії Astrobotic або на ракеті Falcon 9 компанії SpaceX з посадковим модулем Nova-C (Intuitive Machines) або Blue Moon (Blue Origin). Проєктні роботи та виробництво МС-6Х здійснюються завдяки спонсорам та коштам міжнародної благодійної організації «Фонд підтримки розвитку науки, культури та спорту».
Міжнародне співробітництво
У 2020 році до місячного проєкту МС-6Х приєдналася  «Internationaler Verein zur Förderung sozialer und kultureller Projekte», Швейцарія, а у 2024 році - L’initiative culturelle: le développement de science, culture et media, Франція.